# Prêmio Blackwell–Tapia
O Prêmio Blackwell–Tapia (em inglês:  Blackwell–Tapia Prize) é um prêmio de matemática que reconhece alguém que fez contribuições significativas de pesquisa em seu campo e trabalhou para resolver o problema da sub-representação de grupos minoritários em matemática. É apresentado a cada dois anos na Conferência Blackwell-Tapia, que promove a excelência matemática por pesquisadores minoritários e é patrocinado pela Fundação Nacional da Ciência. O prêmio é nomeado em memória de David Blackwell e Richard Alfred Tapia.

## Recipientes
Os seguintes matemáticos foram homenageados com o Prêmio Blackwell-Tapia:

| Ano  | Recipiente               | Hospedado por |
| ---- | ------------------------ | ------------- |
| 2002 | Arlie Petters            | MSRI          |
| 2004 | Rodrigo Bañuelos         | IPAM          |
| 2006 | William Alfred Massey    | IMA           |
| 2008 | Juan Meza                | SAMSI         |
| 2010 | Trachette Jackson        | MBI           |
| 2012 | Ricardo Cortez           | ICERM         |
| 2014 | Jacqueline Hughes-Oliver | IPAM          |
| 2016 | Mariel Vázquez           | NIMBioS       |
| 2018 | Ronald Elbert Mickens    | ICERM         |
| 2020 | Tatiana Toro             | SAMSI         |